# Københavns Skakforening
Københavns Skakforening, w skrócie KS – duński klub szachowy z siedzibą w Kopenhadze.

## Historia
Klub powstał w 1865 roku, a jego pierwszym przewodniczącym został Severin From. KS występował w 1. division od momentu utworzenia ligi w 1962 ligi. W sezonach 1963/1964 i 1964/1965 zespół zdobył wicemistrzostwo Danii, ulegając jedynie Nordre SK; w tym okresie zawodnikami klubu byli m.in. Bent Larsen, Børge Andersen i Ove Ekebjærg. Z kolei w latach 1966, 1968 i 1970 klub zajmował trzecie miejsce w mistrzostwach kraju. W 1973 roku KS spadł z 1. division. We wrześniu 2012 roku zdecydowano o połączeniu klubu z AS04, tworząc Nørrebro Skakklub. Oficjalna fuzja nastąpiła 1 stycznia 2013 roku.